# Echium vulcanorum
Espèce
Statut de conservation UICN

 EN B1ab(ii)+2ab(ii) : En danger
Echium vulcanorum est une espèce de plantes à fleurs de la famille des Boraginaceae. C'est une espèce endémique rare du Cap-Vert, qui n'est présente que sur l'île Fogo, aux abords du volcan Pico do Fogo dans la Chã das Caldeiras. Localement — comme Echium hypertropicum et Echium stenosiphon —, elle est connue sous le nom de « lingua de vaca », c'est-à-dire « langue de vache », en raison de la texture de ses feuilles.